# Nancy Whiskey
Nancy Whiskey (Glasgow, 1935. március 4. – Leicester, 2003. február 1.) skót folkénekesnő, aki leginkább az 1957-es Freight Train című dalával maradt a mai napig is ismert.

## Pályakép
Nancy Whiskey a skóciai, glasgow-i Dalmarnockban született. Gyerekkorában megtanult gitározni. Amíg Glasgow-ban művészeti iskolába járt, fellépett a helyi folkklubban. Ott találkozott Jimmie Macgregor énekes-gitárossal, aki megismertette őt a blues-zal és a rockabilly-vel.
A Nancy Whiskey művésznevet egy skót népdalból, a The Calton Weaverből kölcsönözte, amelyben a kórus ezt énekli: „Whisky, whisky, Nancy whisky, Whisky, whisky, Nancy-O”.
Kapcsolatba lépett Bob Kelly dzsesszzongoristával, akivel 1955-ben Londonba költözött. Jimmie Macgregor ajánlására a Topic Records szerződtette, és bár nem szívesen adta fel szólista pályát, meggyőzték, hogy csatlakozzon a Chas McDevitt Skiffle Grouphoz, hogy felvegyék Elizabeth Cotten a „Freight Train” című dalt. Rögzítették, de aztán újra felvették Nancy Whiskey énekével. Ez a lemez 1957-ben az Egyesült Királyság kislemezlistáján az első öt közé került.
A McDevitt zenekarral turnézott az Egyesült Államokban, és szerepelt az Ed Sullivan Show-n is. A „Freight Train” több mint egymillió példányban kelt el, és aranylemezzel jutalmazták. A dal jogai körüli vitát, amelyet Peggy Seeger ismertetett meg Nagy-Britanniában, végül peren kívül rendezték.
Egy sláger, a „Greenback Dollar” után a Whiskey elhagyta a zenekart. Nem szerette a Skiffle stílust, amelyet McDevittel együtt kellett előadnia, és  az a tény, hogy gyermeket vár Bob Kellytől, (egy házas férfitól), bántotta a rajongóit.
Újra szólókarrierbe kezdett. Válása után összeházasodott Kellyvel. Az 1950-es évek végén több kislemezt is rögzített, és kiadott egy albumot is (The Intoxicating Miss Whisky).
Noha az 1970-es évekre már nagyrészt visszavonult a mainstream zeneipartól, továbbra is időnként fellépett folkklubokban, és más eseményeken is, például egy 1997-es gálakoncerten a Royal Albert Hallban, amelyet „The Roots Of British Rock”-nak neveztek.

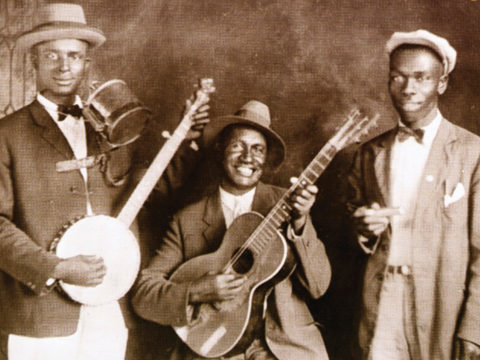
„Skiffle”: Gus Cannon's Jug Stompers, 1928. körül

## Albumok
- 1957: Nancy Whiskey Sings
- 1957: The Intoxicating Miss Whiskey

## Figyelemre méltó felvételek
- Mark Lewisohn szakíró azt írja a The Complete Beatles Chronicles című művében, hogy a The Quarrymen 1957-től legalább 1959-ig élőben adta elő a dalt − később John Lennon vokáljával is. Ebből egyetlen rögzített verzió sem maradt fenn. 1991 januárjában azonban, (miközben az angliai Susseben, egy „unplugged” tévéműsor felvételi próbáin dolgozott), Paul McCartney és zenekara klasszikus skiffle-dalokat adott elő, és befejező szám a „Freight Train" volt (bár a dalt néhány másodperccel a vége előtt váratlanul leállították (ez a felvétel a Paul McCartney Limelight nevű, nem engedélyezett lemezéről érhető el).
- 2009-ben a Quarrymen tagja, Rod Davis felvette a dalt, és kiadta Under The Influence című albumán.
- Chas McDevitt Skiffle Group − Nancy Whisky közreműködésével.
- Az 1957-es The Tommy Steele Story (vagy: Rock Around The World) című filmben adták elő, és szerepelt Wes Anderson 2023-as, Aszteroida város című filmjének zenéjében.
- 1957: Rusty Draper (az Egyesült Államok tíz legjobbja között)
- 1963: Esther és Abi Ofarim (izraeli énekesek, akik felvették amerikai folkalbumukra)
- 1965: Esther Ofarim (Le Train, francia változat)

## Filmek
- 2023-ban a Freight Train Wes Anderson Asteroid City című filmjében is szerepelt.

## Fordítás
Ez a szócikk részben vagy egészben  a   Nancy Whiskey című angol Wikipédia-szócikk ezen változatának fordításán alapul.  Az eredeti cikk szerkesztőit annak laptörténete sorolja fel. Ez a jelzés csupán a megfogalmazás eredetét és a szerzői jogokat jelzi, nem szolgál a cikkben szereplő információk forrásmegjelöléseként.